# Département du Quiché
El Quiché est un département au nord-ouest du Guatemala.
Le département du Quiché est le berceau du peuple Quiché, au nord-ouest de la ville de Guatemala Ciudad. Son chef-lieu est Santa Cruz del Quiché. On trouve également dans le département la ville de Chichicastenango et les ruines de Gumarcaj.

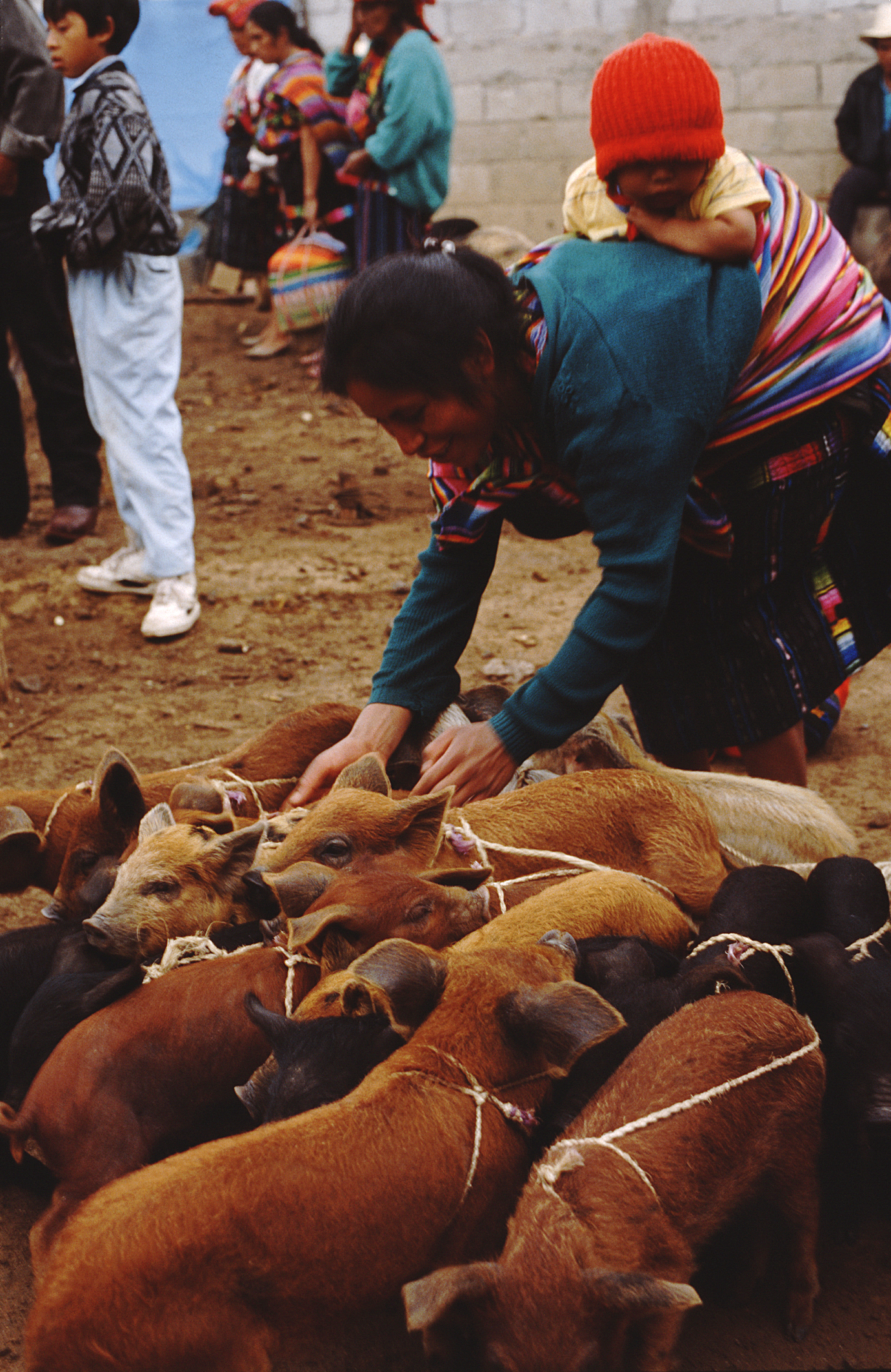
Marché de Chichicastenango, 1996

## Municipalités
Le département est divisé en municipalités :
1. Canillá
2. Chajul
3. Chicaman
4. Chiché
5. Chichicastenango
6. Chinique
7. Cunén
8. Joyabaj
9. Nebaj
10. Sacapulas
11. Patzité
12. Pachalúm
13. Playa Grande
14. San Andrés Sajcabajá
15. San Antonio Ilotenango
16. San Bartolomé Jocotenango
17. San Juan Cotzal
18. San Pedro Jocopilas
19. Santa Cruz del Quiché
20. Uspantán
21. Zacualpa